# スタン・ザ・マン (キックボクサー)
スタン・ザ・マン（Stan The Man、1965年6月25日 - ）は、ギリシャ系オーストラリア人元キックボクサー。本名はスタン・ロンギニディス（Stan Longinidis）。世界オリンピックキックボクシング協会（WOKA）という団体の創設者。
現役時代は強烈なパンチから「キックボクシング界のマイクタイソン」と呼ばれていた。パワーファイターに見られがちだったが意外にもテクニシャンであった。ファイトスタイルは当時オーストラリアのキックボクサーに多かった、アップライトの構えから左右のフックと左右のローキック、左のミドルキックのコンビネーションを主体とした。ディフェンスの技術にも優れていた。対戦相手のほとんどが自分より大きくなるため左のパンチによるフェイント、内また蹴り等で散らしたあと潜り込んでのアッパー、最後はフックかローキックでフィニッシュにつなぐパターンが多かった。反面、首相撲がまったくできず、劣勢に立たされると脆い一面もあった。
現在はビジネスマンとして働く傍ら、弟子の試合のセコンドにつく姿も見られる。その弟子には、マイク・ザンビディスもいる。なお、弟のジョージ“ザ・アイアンライオン”もキックボクサーである。

## 人物
- 入場時にキックボクサーの姿をしたコアラの着ぐるみを従え、リング入場後にロープに身を乗り出して脚を振り上げるパフォーマンスを行っていた。
- 第1回K-1グランプリにも参加予定であったが、直前になり参加を辞退した。参加を辞退したその第1回K-1グランプリで優勝したブランコ・シカティックには、2度勝利したことがある。

## 来歴

### アマチュア時代
アマチュアで30戦の経験を積んだ後、1987年にプロに転向。

### プロ転向
1989年12月4日、メルボルンのフェスティバル・ホールで行われたWKA全米ヘビー級タイトルマッチで、チャーリー“ミスター・シー”アーチーと対戦。勝利し、王座を獲得。

### 最初の世界王座獲得
1990年4月にシドニーで、アンソニー・エルモアの持つ、KICKフルコンタクト世界スーパーヘビー級王座に挑戦。王座を獲得し、オーストラリア人初のキックボクシング世界王者となった。
1991年にオーストラリア、シドニーで行われたWKA世界ヘビー級タイトルマッチ（2分12R）でベテランのモーリス・スミス（ アメリカ合衆国/王者）に挑み、12R僅差の判定負けを喫した。1階級下げ、12月1日にWKA世界ジュニアヘビー級タイトルマッチでローレンス・ホワイトを下し王座を獲得。
1992年にはブランコ・シカティック（ クロアチア/挑戦者）とグラント・バーカー（ オーストラリア/挑戦者）相手に防衛を行った。その後ミッチ・オヘロ（ パプアニューギニア）にローキックで1RKOで勝利。
10月4日に来日し、「格闘技オリンピックIII カラテワールドカップ'92」のスペシャルマッチでアダム・ワット（ オーストラリア）と対戦。試合中にワットが肩を脱臼し、勝利。
12月6日にオーストラリア・メルボルンで行われた「CLASH OF THE TITANS」のISKAオリエンタル世界ヘビー級タイトルマッチで、デニス・アレクシオ（ アメリカ合衆国/王者）と対戦。試合開始直後に放った右ローキックがアレクシオの左ひざを直撃。アレクシオはこの一撃で立てなくなってしまい、1R15秒KO勝ちが宣告されたため、スタンが新王者になった。この試合は、キックボクシングの世界戦史上最短記録としてギネスブックにも掲載された。しかし、試合後に、アレクシオのマネージャーであるボブ・ウォールが「アレクシオの足が折れた原因はスタンの蹴りのよるものではなく、リングを移動した際に偶然に起きたものだ」と抗議し、ISKA側に無効試合とするように求めた。なお、ローキック自体は完全に有効打であり、何らルールに抵触するものではなかった。抗議を受けたISKA側は、役員を集めて試合のビデオを検証したが結論は出ず、翌年の1993年の中盤に入って「両者を再戦させる」という結論を出した。
1993年3月30日に、後楽園ホールで行われた「聖戦 〜SANCTUARY I〜」で後川聡之（ 日本）と対戦。5R開始直後にいきなり右ストレートで最初のダウンを奪うと中盤に左フックで2度目のダウンを奪った。その後、レフェリーが試合の続行は危険と判断し、レフェリーストップによるスタンの5RTKO勝ちとなった。
7月25日にシドニーで行われたWKA世界スーパーヘビー級王座防衛戦でギャリー・サンドランド（ イギリス/挑戦者）と対戦。2Rに左フックで2度ダウンを奪うと、3Rに右アッパー3度目のダウンを奪い、その直後に右フックを当ててKO勝ちし、防衛に成功する。

### K-1参戦
9月4日に日本で行われた「K-1 ILLUSION 風林火山“林の章”」のUKF世界スーパーヘビー級＆WKAキックボクシング世界スーパーヘビー級ダブルタイトルマッチに出場。佐竹雅昭（ 日本）に5R判定3-0で敗れるが、試合がWKAルールではないという主張から、ベルトの移動は行われなかった。
1994年3月6日にオーストラリア、メルボルンナショナルテニスセンターで行われた「TAIPAN 1 BEST OF THE BEST」（オーストラリア版K-1）というトーナメントに出場。1回戦でボブ・シュクライバーを判定で下すと、準決勝でディーノ・ホームズを1RKOで下し、決勝戦でウラジミール・ゴルビンスキーを1RKOで下し優勝。この時の優勝賞金は15万ドル。
1995年3月3日に行われた「K-1 GRAND PRIX '95 開幕戦」の1回戦でパトリック・スミス（ アメリカ合衆国）と対戦。1R開始直後に飛び上がりながらの左フックで最初のダウンを奪った。2Rに入ると、ボディへの右ストレートで2度目のダウンを奪い、さらに掠り気味の右ストレートで3度目のダウンを奪い、直後に右ローキックで4度目のダウンを奪ってKO勝ちした。
3月25日にコネチカット州レッドヤードで開催されたキックボクシングのアメリカとイタリアの対抗戦の興行に参戦。スーパーファイトという位置づけで組まれたWKA、ISKA、WAKOの3団体の世界王者決定戦でジェフ・ルーファス（ アメリカ合衆国）と対戦し、試合開始後41秒でルーファスの大振りの右ストレートを喰らいKO負けした。
5月4日に行われた「K-1 GRAND PRIX '95 決勝戦」の準々決勝でマイク・ベルナルド（ 南アフリカ共和国）と対戦。ダッキングしようと屈んで上体を下げたところにベルナルドの右ミドルキックが命中。
1996年3月30日に、タイ・パタヤで開催された「国王就任50周年記念興行」のWMTC世界スーパーヘビー級初代王者決定戦でカークウッド・ウォーカー（ イギリス）と対戦。5R判定で勝利し、初代王者になる。
9月1日に「K-1 REVENGE '96」のWMTC世界スーパーヘビー級王座防衛戦で、アンディ・フグ（ スイス/挑戦者）と対戦。2R目に左ハイキックでダウンを奪われると、直後に左ストレートを受け、2R2:00KO負けし、王座から陥落した。
10月18日の「K-1 STAR WARS '96」で宮本正明（ 日本）と対戦。1R中盤の打ち合いの中、左フックで最初のダウンを奪うが、ローキックが宮本の下腹部に命中したため、インターバルがとられた。その後、1R終了直前に左フックで2度目のダウンを奪い、3Rの終了直前に宮本を滅多打ちにし左アッパーで3度目のダウンを奪うと、直後に宮本のセコンドがタオルを投入したため、スタンにTKO勝ちが宣告された。
12月8日の「K-1 HERCULES '96」でマイク・ベルナルド（ 南アフリカ共和国）と再戦し、5R判定でドローに終わる。本人によれば3R目に右ローキックを放った際に脚を傷めたとのこと。
1997年4月29日の「K-1 BRAVES '97」でタケル（ 日本）と対戦。パンチのラッシュで何度もタケルを追い詰めるが、結局一度もダウンを奪えなかった。試合自体は、スタンの5R判定勝ちになった。
6月8日にオーストラリアのシドニーで行われた「NOW OR NEVER」のWKAキックボクシング世界スーパーヘビー級王座防衛戦に出場。グラント・バーカー（ オーストラリア）を2RTKOで下し、防衛に成功。
１９９７年７月、バンダー・マーブに判定負け。体重差は１３キロだが、身長差は３４センチもあった。
1999年5月14日にアメリカで行われたIKFインターナショナル世界ヘビー級初代王者決定戦に出場。リック・ルーファス（ アメリカ合衆国）と対戦し、KO負け。

## 戦績
| 勝敗 | 対戦相手                       | 試合結果                                  | 大会名 | 開催年月日     |
| －   | 村上竜司                       | 5R終了判定後、無効試合に                  | KAKIDAMISHI 2 | 2001年12月16日 |
| ○    | ピーター・グラハム             | 10R終了 判定                              | K-1 Oceania Star Wars 2000 | 2000年11月19日 |
| ○    | ハンス・バン・ダー・バーグ     | KO                                        | K-1 WORLD GP 2000 アフリカ地区世界予選大会                                                                                           | 2000年9月3日   |
| ×    | 金泰泳                         | 3R終了 判定0-2                            | K-1 WORLD GP 2000 in NAGOYA | 2000年7月30日  |
| △    | 中迫剛                         | 5R終了 判定1-0                            | K-1 BURNING 2000 | 2000年3月19日  |
| ×    | リック・ルーファス             | KO                                        | IKF 【初代IKFインターナショナル世界ヘビー級王者決定戦】失敗                                                                          | 1999年5月14日  |
| ○    | 中迫剛                         | 4R 0:30 TKO（鼻骨骨折）                   | K-1 JAPAN '98 〜神風〜 | 1998年10月28日 |
| ×    | バンダー・マーブ               | 5R終了 判定0-2                            | K-1 DREAM '97 | 1997年7月20日  |
| ○    | グラント・バーカー             | 2R 1:00 KO（左ハイキック）                | NOW OR NEVER 【WKAキックボクシング世界スーパーヘビー級タイトルマッチ】防衛                                                           | 1997年6月8日   |
| ○    | タケル                         | 5R終了 判定3-0                            | K-1 BRAVES '97 | 1997年4月29日  |
| △    | マイク・ベルナルド             | 5R終了 判定0-1                            | K-1 HERCULES '96 | 1996年12月8日  |
| ○    | 宮本正明                       | 3R 2:55 TKO（左フック）                   | K-1 STAR WARS '96 | 1996年10月18日 |
| ×    | アンディ・フグ                 | 2R 2:00 KO（左ストレート）                | K-1 REVENGE '96 【WMTC世界スーパーヘビー級タイトルマッチ】陥落                                                                       | 1996年9月1日   |
| ○    | カークウッド・ウォーカー       | 5R終了 判定3-0                            | 国王就任50周年記念興行 【初代WMTC世界スーパーヘビー級王者決定戦】獲得                                                                | 1996年3月30日  |
| ○    | サダウ・ゲッソンリット         | 5R+延長R終了 判定3-0                      | K-1 GRAND PRIX '96 開幕戦 【1回戦】                                                                                                  | 1996年3月10日  |
| ○    | ムサシ（現・武蔵）             | 5R終了 判定3-0                            | K-1 HERCULES | 1995年12月9日  |
| ×    | サム・グレコ                   | 判定                                      | THE CROWNING 【決勝】 | 1995年10月22日 |
| ○    | ミッチ・オヘロ                 | 1R KO （フィニッシュホールド不明）        | THE CROWNING 【準決勝】 | 1995年10月22日 |
| ○    | ネーザン・ブリックス           | 1R KO （右ローキック）                    | THE CROWNING 【1回戦】 | 1995年10月22日 |
| ○    | 角田信朗                       | 2R 3:05 KO（右ローキック）                | K-1 REVENGE II | 1995年9月3日   |
| ×    | マイク・ベルナルド             | 3R 1:42 KO（右ハイキック）                | K-1 GRAND PRIX '95 決勝戦 【準々決勝】                                                                                               | 1995年5月4日   |
| ○    | パトリック・スミス             | 2R 2:59 KO（右ローキック、3ノックダウン） | K-1 GRAND PRIX '95 開幕戦 【1回戦】                                                                                                  | 1995年3月3日   |
| ○    | ブランコ・シカティック         | 5R終了 判定3-0                            | K-1 REVENGE | 1994年9月18日  |
| ○    | ブラディミール・ゴルビンスキー | 1R KO                                     | タイパン I 【決勝】 | 1994年3月6日   |
| ○    | ディーノ・ホームズ             | 1R KO                                     | タイパン I 【準決勝】 | 1994年3月6日   |
| ○    | ボブ・シュライバー             | 判定                                      | タイパン I 【1回戦】 | 1994年3月6日   |
| ×    | 佐竹雅昭                       | 5R終了 判定0-3                            | K-1 ILLUSION 風林火山 "林の章" 【UKF世界スーパーヘビー級＆WKAキックボクシング世界スーパーヘビー級ダブルタイトルマッチ】WKA王座は保持 | 1993年9月4日   |
| ○    | ゲーリー・サンドランド         | 3R KO（右ストレート）                     | 【WKAキックボクシング世界スーパーヘビー級タイトルマッチ】防衛                                                                        | 1993年7月25日  |
| ○    | 後川聡之                       | 5R 2:22 TKO（レフェリーストップ）         | 聖戦 〜SANCTUARY I〜 | 1993年3月30日  |
| ○    | デニス・アレクシオ             | 1R 0:15 KO（右ローキック）                | CLASH OF THE TITANS 【WKAキックボクシング世界スーパーヘビー級タイトルマッチ】防衛                                                    | 1992年12月6日  |
| ○    | アダム・ワット                 | 1R TKO（レフリーストップ）                | 格闘技オリンピックIII〜'92カラテワールドカップ                                                                                       | 1992年10月4日  |
| ○    | グラント・バーカー             | 2R TKO（左フック）                        | 【WKA世界ジュニアヘビー級タイトルマッチ】防衛                                                                                        | 1992年         |
| ○    | ローレンス・ホワイト           | 不明                                      | 【WKA世界ジュニアヘビー級タイトルマッチ】獲得                                                                                        | 1991年12月1日  |
| ○    | デール・ブルーサード           | 1R KO（右フック）                         | スーパーヘビー級6回戦 | 1990年         |

## 獲得タイトル
- アマチュアキックボクシング
  - オーストラリアアマチュアヘビー級王座（1984年）

- プロキックボクシング
  - アメリカ合衆国ヘビー級王座（1989年）
  - 北米ヘビー級王座（1988年）
  - インターコンチネンタル王座（1989年）
  - KICKフルコンタクト世界スーパーヘビー級王座（1990年）
  - WKA世界ジュニアヘビー級王座（1991年）
  - WKA世界スーパーヘビー級王座（1992年）
  - ISKAオリエンタル世界ヘビー級王座（1992年）
  - ISKAフリースタイル世界ヘビー級王座（1993年）
  - WAKO世界スーパーヘビー級王座（1994年）
  - 初代WMTC世界スーパーヘビー級王座（0度防衛）
  - WKBF世界ヘビー級王座（1998年）
  - タイパンI優勝（1994年）
  - THE CROWNING準優勝(1995年)格闘技通信誌でbest of bestと紹介されたが正式イベントタイトルはTHE CROWNING。8名のkick boxerがトーナメント形式で参加。オーストラリアのno.1を競った。全て３分３ラウンド制。ミッチ.オヘロだけニュージーランド出身だった。

## 参考出典
- battleARENA PRO WRESTLING VIDEO - ウェイバックマシン（2009年8月6日アーカイブ分）